# سيريل بيرك
سيريل بيرك (بالإنجليزية: Cyril Burke)‏ هو لاعب اتحاد الرغبي أسترالي، ولد في 7 نوفمبر 1925 في واراتاه ‏ في أستراليا، وتوفي في 18 يناير 2010 في Mount Hutton, New South Wales ‏ في أستراليا.

## وصلات خارجية
- سيريل بيرك عل موقع إسبنسكروم (الإنجليزية)